# Nystalea zeuzeroides
Nystalea zeuzeroides är en fjärilsart som beskrevs av Rothschild 1917. Nystalea zeuzeroides ingår i släktet Nystalea och familjen tandspinnare. Inga underarter finns listade i Catalogue of Life.